# Świadczenie
Świadczenie – zachowanie się dłużnika zgodne z treścią zobowiązania zadośćczyniące godnemu ochrony interesowi wierzyciela.
Świadczenie może polegać na działaniu (czynność faktyczna lub prawna) lub na zaniechaniu.
Tradycyjnie w piśmiennictwie prawniczym przyjmuje się, że świadczenie może polegać na:
1. dare – daniu czegoś,
2. facere – czynieniu czegoś,
3. non facere – nieczynieniu czegoś,
4. pati – znoszeniu czegoś.

## Świadczenie częściowe
Zachowanie dłużnika, które tylko w części odpowiada treści zobowiązania, polegające np. na dostarczeniu tylko części towaru, podczas gdy umowa przewiduje obowiązek dostarczenia w tym czasie całości. Co do zasady wierzyciel nie ma prawa odmówić przyjęcia świadczenia częściowego, chyba że przyjęcie takiego świadczenia naruszałoby jego uzasadniony interes.

## Świadczeniealiud
Zachowanie dłużnika odpowiadające tylko pozornie treści zobowiązania, ale podjęte w błędnym przekonaniu, że stanowi jego wykonanie. Wzorcowym przykładem świadczenia aliud jest dostarczenie tony jabłek papierówek, podczas gdy umowa przewidywała obowiązek dostarczenia tony renet. Świadczenie aliud może skutkować wygaśnięciem zobowiązania dłużnika, jeżeli zostanie świadomie przyjęte przez wierzyciela (datio in solutum), w przeciwnym razie stanowić będzie nienależyte wykonanie zobowiązania lub też zupełne jego niewykonanie.

## Świadczenie niemożliwe
Zachowanie, do którego zobowiązał się dłużnik, a które nie może być przez niego podjęte. Niemożność świadczenia ma charakter obiektywny, gdy nikt nie jest w stanie spełnić świadczenia, albo subiektywny, gdy leży tylko po stronie dłużnika. Dla prawa zobowiązań miarodajny jest tylko przypadek obiektywnej niemożności świadczenia, chyba że świadczenie zależało od osobistych cech, które dłużnik utracił. Za świadczenia niemożliwe obiektywnie traktuje się również takie świadczenia, których spełnienie jest wprawdzie teoretycznie możliwe, ale oczywiście nieopłacalne ekonomicznie.
Umowa o świadczenie niemożliwe w chwili jej zawarcia jest nieważna.
W razie pojawienia się niemożliwości świadczenia po powstaniu zobowiązania, wygasa ono, chyba że niemożliwość świadczenia jest skutkiem okoliczności, za które dłużnik ponosi odpowiedzialność. Wówczas wierzyciel może domagać się odszkodowania. Podobnie jest przy umowach wzajemnych.

## Świadczenie wzajemne
Zachowanie jednej strony umowy, które jest odpowiednikiem świadczenia jej kontrahenta. W umowie sprzedaży świadczeniami wzajemnymi są wydanie rzeczy oraz zapłata ceny. Świadczenia wzajemne mogą być: ekwiwalentne (tzn. świadczenia będą miały równą lub porównywalną wielkość/wartość) lub nieekwiwalentne (tzn. jedno ze świadczeń będzie przynosić dużo większą korzyść przyjmującemu niż świadczenie zwrotne).